# 時間 (クルアーン)
『時間』とは、クルアーンにおける第103番目の章（スーラ）。3つの節（アーヤ）から成る。